# Matthias Jacob (Fußballspieler)
Matthias Jacob (* 3. April 1963) ist ein ehemaliger deutscher Fußballspieler.

## Sportliche Laufbahn
Matthias Jabob tauchte in der Spielzeit 1980/81 erstmals regelmäßig im überregionalen DDR-Fußball auf, als er in vier Spielen für den Zweiten der Liga-Staffel E, die BSG Wismut Gera, einen Treffer erzielte. Im Sommer 1981 rückte er aus dem Nachwuchs der BSG Wismut endgültig in den Kader der Ligaelf auf, für die er bereits als 17-jähriger Juniorenspieler am 10. und letzten Spieltag in der Oberligaaufstiegsrunde 1980 gegen die SG Dynamo Fürstenwalde debütiert hatte. Bis Ende 1984 war er in der zweithöchsten Spielklasse, der Liga, für die Elf aus der Geraer Bezirkshauptstadt aktiv. 1981/82 und 1982/83 traf er jeweils zweistellig für Wismut Gera. Im Frühjahr 1983 kämpften die Geraer als Sieger der Staffel E letztmals vor deren ein Jahr später erfolgten Abschaffung in der Aufstiegsrunde um einen Startplatz in der Oberliga, konnten sich aber gegen die Konkurrenz aus Riesa und Leipzig-Leutzsch nicht durchsetzen.
Zum Jahreswechsel 1984/85 gelang dem Mittelfeldspieler individuell der Sprung ins Fußballoberhaus der DDR durch einen Wechsel zur BSG Wismut Aue. Zum Rückrundenauftakt der Oberligasaison 1984/1985 debütierte der noch 21-jährige Jacob beim torlosen Remis der Wismut-Elf zu Hause gegen den FC Karl-Marx-Stadt und erkämpfte sich für die verbleibenden Partien im Frühjahr einen Stammplatz. Das Team von Hans-Ulrich Thomale belegte den 4. Rang und qualifizierte sich somit erstmals seit einem Vierteljahrhundert für den Europapokal. In der darauffolgenden Spielzeit wurde der Mittelfeldakteur nur dreimal in der ersten Mannschaft eingesetzt und war auch beim Ausscheiden in der 1. Runde des UEFA-Pokal 1985/86 gegen Dnjepr Dnjepropetrowsk nicht am Ball. Konstanter wurde er in dieser Spieljahr, nachdem er in der Vorbereitung noch in der Hälfte aller Spiele der Oberligaelf beim Gruppensieg Wimut Aues im Intertoto-Cup antrat, in der Zweitvertretung der Auer aufgeboten, die am Ende aber als Tabellenletzter der Liga-Staffel B den Gang in Bezirksliga antreten musste.
Durch die Wiederholung des 4. Platzes von 1985 in der Spielzeit 1986/87 schaffte die Auer Mannschaft erneut den Einzug in den UEFA Cup. Im Wettbewerb 1987/88 war Matthias Jacob in allen vier ausgetragenen Spielen bis zum Zweitrundenaus der Sachsen gegen KS Flamurtari Vlora am Ball. In der höchsten Spielklasse des DDR-Fußballs bestritt er bis zu seiner Rückkehr zur BSG Wismut Gera im Sommer 1989 insgesamt 46 Partien, in der er sieben Treffer erzielte. 1990/91 gehörte Jacob mit 13 Treffern für die Geraer in der letzten eigenständigen Saison des ostdeutschen Fußballs zu den fünf erfolgreichsten Torschützen der Liga-Staffel B.
Dem Geraer Verein, später als 1. SV Gera firmierend, blieb er auch nach der Wiedervereinigung treu. Zunächst trat das Team in der drittklassigen Amateur-Oberliga an, nachdem die Qualifikation für die wiedereingeführte Regionalliga nicht geschafft werden konnte, waren die Geraer Oberligafußballer nur noch viertklassig.